# Alfa Romeo 6C 2500
Alfa Romeo 6c 2500 – samochód firmy Alfa Romeo, z serii Alfa Romeo 6C, po raz pierwszy zaprezentowany w 1938 roku.

## Wersje modelu
Początkowo model 6C 2500 oferowano w dwóch wersjach, w stonowanym, komfortowym oraz atrakcyjnym nadwoziu, produkowanym w turyńskiej siedzibie firmy, ale Alfa roztropnie uruchomiła produkcję sportowej wersji z mniejszym o 250 mm rozstawem osi. Ta druga wkrótce okazała się niezwykle atrakcyjna dla mniejszych warsztatów nadwoziowych. Obie wersje charakteryzowały się aerodynamicznie ukształtowanymi przednimi częściami nadwozia, z reflektorami wtopionymi w nadwozie pomiędzy błotnikami a osłoną chłodnicy.

## Historia
W czasie wojny Alfa Romeo nie popadła w całkowite odrętwienie, mimo że większość jej oprzyrządowania została przestawiona na produkcję silników lotniczych i samochodów terenowych. Kiedy ustały działania wojenne, okazało się, że zachowała się wystarczająca ilość części zamiennych, aby zbudować kolejne samochody, ale Włochy bardziej potrzebowały domowych kuchenek gazowych, niż drogich samochodów. To, co po alianckich bombardowaniach pozostało w Portello, fabryce Alfa Romeo w Mediolanie, przestawiono głównie na produkcję dla potrzeb cywilnych. Touring karosował swoje ostatnie sportowe podwozie w roku 1948, chociaż jego rywal z Turynu, Pininfarina, wytrwał przy modelu 6C 2500, aż do roku 1953.